# ديرك فاندن
ديرك فاندن (بالإنجليزية: Dirk Vanden)‏ (7 مايو 1933 - 21 أكتوبر 2014)؛ روائي أمريكي. درس في جامعة يوتا.